# Preah Ram I
Preah Ram I (1544 – tháng 5 năm 1596), còn được gọi là Reamea Chung Prey , là vị vua Campuchia trị vì từ năm 1594 đến 1596.
Năm 1594, Campuchia bị Xiêm tấn công. Cha con vua Chey Chettha I và Satha I trốn khỏi thủ đô. Preah Ram I đã chiếm giữ ngai vàng trong thời gian vua vắng mặt. Vào tháng 5 năm 1596, ông bị giết tại Sri Sundhara bởi những nhà thám hiểm Bồ Đào Nha và Tây Ban Nha.